# Ирази-бек Казанищевский
Ирази-бек Бамматулинский — кумыкский военно-политический деятель времен Кавказской войны. Один из первых наибов имама Гази-Мухаммада, с помощью которого он был провозглашен Шамхалом Тарковским. Нанёс поражение царским войскам вместе с имамом в 1831 году.

## Биография

### Ранние годы
Ирази-бек родился в семье последнего правителя Бамматулинского владения — Герей-бека Казанищенского. Последний являлся активным участником Антирусского восстания в Дагестане 1818—1819 годов. Владение было разгромлено А. П. Ермоловым, а бамматулинские беки вынуждены бежать в Чечню. Земли были переданы ненавистному для большинства кумыков шамхалу Мехти II.

## Кавказская война
Бамматулинские князья мечтали отомстить Мехти II. Весть о подготовке Имамом Гази-Мухаммадом вторжения в Шамхальство заставила Ирази-бека прибыть в Дагестан. При появлении Ирази-бека шамхальские аулы перешли на сторону мюридов, а шамхал Сулейман-паша вынужден был бежать под защиту русских войск. Как отмечает Н. Окольничий, приход к Кази-Мулле Ирази-бека стал подлинным торжеством для него. А. А. Неверовский писал, что «с появлением Ирази, Шамхальские селения, исключая Карабудакента, начали переходить, одно в след за другим, на сторону мюридов».
Объединённые силы восставших кумыков и мюридов разбили русские войска в сражении при Атлы-Боюне. Ирази-бек был провозглашен шамхалом. При штурме крепости Внезапной близ Эндирея Ирази-бек был смертельно ранен. Гази-Мухаммад провозгласил шамхалом Умалат-бека Буйнакского.
В хронике Иманмухаммада Гигатлинского сказано:

 В том же 1831 г. в Чумгенскенскую «деревянную» крепость, прибыл князь Ирази-бек Тарковский, что вызвало «усиление» антироссийских волнений «по всему» шамхальству, и теперь, как результат, «большинство населения равнины склонилось… на сторону Газимухаммада» и стало последнее подчиняться «его приказам»; в таких условиях, в апреле 1831 г., двинулись на Чумгескенское укрепление мюридов русские (силой до батальона солдат, во главе с генералом Бековичем Черкасским — ?), но когда они дошли до местности «Арюв Терек», напал на них (1 мая в 1831 г.) унцукулец Алисултан, рядом с которым сражалась тогда такая известная в горах личность, как «дервиш» Нурмухаммад из сел. Инхо (в Гумбетовском районе) и они — потеряв «двух» воинов из числа мюридов, — «нанесли русским», во главе с полковником Мищенко, «поражение» 